# Mataeocephalus kotlyari
Mataeocephalus kotlyari is een straalvinnige vissensoort uit de familie van de rattenstaarten (Macrouridae). De wetenschappelijke naam van de soort is voor het eerst geldig gepubliceerd in 2003 door Sazonov, Shcherbachev & Iwamoto.